# Scopula paradelpharia
Scopula paradelpharia is een vlinder uit de familie spanners (Geometridae). De wetenschappelijke naam van deze soort is voor het eerst geldig gepubliceerd in 1920 door Prout.
De soort komt voor in tropisch Afrika.